# 布里斯本天空塔

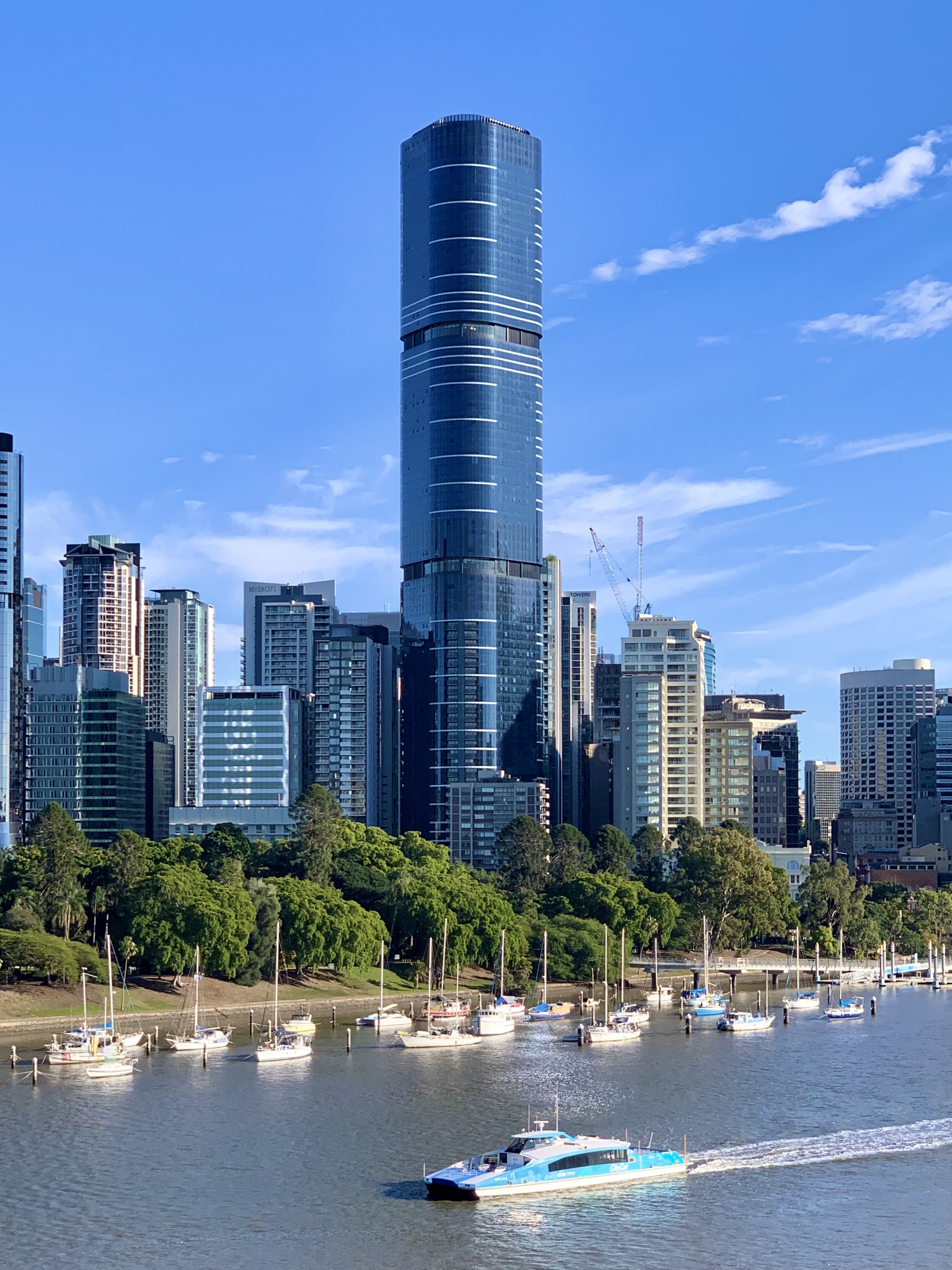
布里斯本天空塔

布里斯本天空塔（Brisbane Skytower）是澳洲布里斯本的一座摩天大樓，高269.6公尺、90層樓。布里斯本天空塔建築工作於2015年開始動工，於2019年完工。
布里斯本天空塔座落於布里斯本中心商業區，目前是布里斯本最高建築物，並且是澳洲的第六高建築物。在90樓設有澳洲最高的無邊際池。